# 途方に暮れる三人の夜
『途方に暮れる三人の夜』（とほうにくれるさんにんのよる、英: Three Bewildered People in the Night）は、1987年に製作されたアメリカ合衆国の映画。グレッグ・アラキ監督作品。
1987年にロカルノ国際映画祭ブロンズ賞を受賞した。

## キャスト
- アリーシャ：ダーシー・マルタ
- クレイグ：ジョン・ラック
- デイヴィッド：マーク・ハウエル